# Le Charmel
Le Charmel és un municipi francès situat al departament de l'Aisne i a la regió dels Alts de França. L'any 2007 tenia 328 habitants.

## Demografia

### Població
El 2007 la població de fet de Le Charmel era de 328 persones. Hi havia 127 famílies de les quals 30 eren unipersonals (13 homes vivint sols i 17 dones vivint soles), 42 parelles sense fills, 42 parelles amb fills i 13 famílies monoparentals amb fills.
La població ha evolucionat segons el següent gràfic:
Habitants censats

### Habitatges
El 2007 hi havia 155 habitatges, 123 eren l'habitatge principal de la família, 23 eren segones residències i 8 estaven desocupats. 151 eren cases i 2 eren apartaments. Dels 123 habitatges principals, 109 estaven ocupats pels seus propietaris, 7 estaven llogats i ocupats pels llogaters i 7 estaven cedits a títol gratuït; 1 tenia una cambra, 3 en tenien dues, 13 en tenien tres, 32 en tenien quatre i 75 en tenien cinc o més. 94 habitatges disposaven pel capbaix d'una plaça de pàrquing. A 47 habitatges hi havia un automòbil i a 65 n'hi havia dos o més.

### Piràmide de població
La piràmide de població per edats i sexe el 2009 era:
| Homes | Edats   | Dones |
| ----- | ------- | ----- |
| 0     | 95 o +  | 0     |
| 0     | 90 a 94 | 4     |
| 0     | 85 a 89 | 8     |
| 0     | 80 a 84 | 0     |
| 0     | 75 a 79 | 0     |
| 4     | 70 a 74 | 12    |
| 8     | 65 a 69 | 12    |
| 4     | 60 a 64 | 4     |
| 12    | 55 a 59 | 8     |
| 16    | 50 a 54 | 20    |
| 8     | 45 a 49 | 16    |
| 8     | 40 a 44 | 4     |
| 12    | 35 a 39 | 16    |
| 4     | 30 a 34 | 4     |
| 12    | 25 a 29 | 8     |
| 8     | 20 a 24 | 0     |
| 16    | 15 a 19 | 8     |
| 16    | 10 a 14 | 16    |
| 12    | 5 a 9   | 4     |
| 12    | 0 a 4   | 0     |

## Economia
El 2007 la població en edat de treballar era de 213 persones, 141 eren actives i 72 eren inactives. De les 141 persones actives 120 estaven ocupades (67 homes i 53 dones) i 21 estaven aturades (8 homes i 13 dones). De les 72 persones inactives 23 estaven jubilades, 25 estaven estudiant i 24 estaven classificades com a «altres inactius».

### Ingressos
El 2009 a Le Charmel hi havia 122 unitats fiscals que integraven 317 persones, la mediana anual d'ingressos fiscals per persona era de 15.836 €.

### Activitats econòmiques
Dels 6 establiments que hi havia el 2007, 2 eren d'empreses de construcció, 1 d'una empresa de comerç i reparació d'automòbils, 1 d'una empresa de transport i 2 d'empreses d'hostatgeria i restauració.
L'únic servei als particulars que hi havia el 2009 era una empresa de construcció.
L'any 2000 a Le Charmel hi havia 3 explotacions agrícoles.

## Poblacions més properes
El següent diagrama mostra les poblacions més properes.